# Laizhoubukten
Laizhoubukten (kinesiska: 莱州湾) är en av tre bukter som bildar havet Bohai, den innersta delen av Gula havet. Den skiljs från de central delarna av Gula havet av Shandonghalvön. Kusterna längs bukten ligger i provinsen Shandong, i östra Kina.